# Igreja Matriz de São Gonçalo do Sapucaí
A Igreja Matriz de São Gonçalo do Sapucaí é um templo da Igreja Católica, reconstruído na década de 1950, e localizado na cidade brasileira de São Gonçalo do Sapucaí, sul de Minas Gerais. É sede da paróquia de São Gonçalo do Amarante e consagrada ao santo homônimo.

## Histórico
A construção atual é precedida por pelo menos duas outras ermidas, em evocação ao beato português Gonçalo de Amarante. A primeira data de antes do ano de 1748, ano este em que os livros de assentamentos de batismo da Igreja de Santo Antônio, da cidade de Campanha, começam a apresentar registros na então capela de São Gonçalo, filial daquela paróquia. Seu primeiro vigário terá sido o padre Antônio Garcia da Rosa, que assistiu os ofícios na ermida de 1748 a 1750.

## Arquitetura
Utiliza em sua fachada os estilos eclético e neoclássico, apresentando em seu frontispício dois pavimentos enquadrados por pilastras relevadas, que se arrematam em um frontão triangular, que é interrompido decorado e ladeado por torres. As fachadas laterais são idênticas, obedecendo o partido arquitetônico utilizado na fachada principal. O interior é constituído por nártex, coro, naves central e laterais, que são abertas para a nave central sustentadas por colunas com fuste redondo e capitel simples, sem ornamentos.